# 36-os villamos (Budapest)
A budapesti 36-os jelzésű villamos a Baross tér (Festetics György utca) és a Kápolna tér között közlekedett. A viszonylatot a megszűnése előtt a Budapesti Közlekedési Vállalat üzemeltette.

## Története
1912. január 1-jén, amikor a 26-os villamos útvonalát a Klauzál térig hosszabbították, korábbi útvonalán (mai nevekkel: Kápolna tér – Kápolna utca – Korponai utca – Salgótarjáni utca – Népszínház utca – Rókus kórház) 36-os jelzéssel indult betétjárat. 1913. március 15-én a 26-os útvonala módosult, a Salgótarjáni utca után a Köztemetői úton és a Baross utcán át az Eskü térre érkezett, ezáltal a 36-os önálló járattá vált. 1918-ban a vonal üzemeltetése a Budapesti Villamos Városi Vasúttól (BVVV) a Budapesti Egyesített Városi Vasutakhoz (BEVV) került. A 26-os 1920. novemberi megszűnését követően a 36-os maradt az egyedüli járat a Korponai utcában a vágányok 1945-ös felszámolásáig. 1923-tól a villamosüzem kezelője a Budapest Székesfővárosi Közlekedési Rt. (BSZKRT) lett. 1944-ig az útvonala nem változott, de ekkor már csak az Orczy térig szállított utasokat, majd októberben 36A jelzéssel betétjáratot kapott, ami a Kolozsvári utcától indult. A háború után 1945. április 30-án indították újra a Kőbányai kocsiszín – Kőbányai út – Rókus kórház útvonalon, azonban szeptember 12-én, a Baross utcai villamospálya helyreállításával a szintén Kőbánya kocsiszíntől induló, de az Orczy tér után a Kálvin térre közlekedő új 26-os villamos váltotta fel.
1947. június 5-étől ismét közlekedett a 36-os, ezúttal a Kápolna tér – Kőbányai út – Kálvin tér útvonalon. A BSZKRT felbomlását követően, 1949 októberétől a Fővárosi Villamosvasút Községi Vállalat (FVKV), későbbi nevén Fővárosi Villamosvasút (FVV) üzemeltette. 1954. február 10-én betétjárata indult 36A jelzéssel a Kápolna tér és az Orczy tér között, ám munkanapokon a reggeli időszakban három-három indulás a Simor (ma Vajda Péter) utcán keresztül a Népligetig meghosszabbítva közlekedett. A betétjárat az 1956-os Budapesti útmutatóban bár nem fellelhető, de még ez év december 16-ától ismét közlekedett az Orczy térig. Az FVV 1957. április 17. keltezésű menetrendi kivonatában a 36A villamos már nem szerepelt. 1958. június 16-án a 36-os belső szakasza felcserélődött a 37-es járatéval, emiatt a végállomása a Baross térre került át. 1967. július 30-ától a Baross tér átépítésének előkészületi munkálatai miatt a villamosok a Rákóczi út és a Mező Imre út kereszteződésében kialakított fejvégállomásra érkeztek. 1968-ban a villamosközlekedés irányítása a Budapesti Közlekedési Vállalathoz (BKV) került. 1968. június 6-án a Baross téri végállomását a Mező Imre útról a Festetics György utcába helyezték át.
1976. június 1-jétől a kőbányai városközpont építési munkálatai miatt a Kápolna tér helyett a 28-as vonalán továbbhaladva, az Akna utcáig meghosszabbított útvonalon járt. 1977 elején az építkezések előrehaladtával a Zalka Máté (ma Liget) tér és a Pataky István (ma Szent László) tér közötti villamosforgalmat a mai Kőrösi Csoma sétányról a Kőrösi Csoma út ekkor még félkész új nyomvonalára helyezték át. 1977. augusztus 20-ától megszűnéséig ismét a Kápolna térre érkezett, 1994. szeptember 1-jétől – kihasználatlanságra hivatkozva – az ide beosztott kocsikat a 28-asra helyezték át. Az utolsó közel két évtizedes időszakában egyetlen jelentős változás történt, 1986. július 19. és 1990. május 7. között a Horog utcai vasúti felüljáró felújítása miatt a híd alatt áthaladó Kőbányai úti villamosok ideiglenesen egy vágányon közlekedtek. A viszonylat Kápolna utcai önálló szakaszát visszafogás céljából a megszűnését követő években még használták, azonban 2003 februárjában kiépítették a pálya Liget téri csatlakozását, így itt a villamosforgalom ellehetetlenült. 2009 márciusában a sínpályára aszfaltozták a 95-ös busz Liget téri megállóját. A 3-as villamos kőbányai szakaszának 2013–2014-es rekonstrukciója során a Kápolna utca elején fejvégállomást alakítottak ki, amit a villamosok forgalmi változások alkalmával szoktak igénybe venni. A Kápolna utca folytatásában a vágányokat a 2010-es években leaszfaltozták.

## Útvonala
| Kápolna tér felé |
| Baross tér (Festetics György utca) vá. – Festetics György utca – Fiumei út – Orczy tér – Kőbányai út – Liget tér – Kápolna utca – Kápolna tér vá. |
| Baross tér (Festetics György utca) felé |
| Kápolna tér vá. – Kápolna utca – Liget tér – Kőbányai út – Orczy tér – Fiumei út – Festetics György utca – Baross tér (Festetics György utca) vá. |

## Megállóhelyei
| 0  | Baross tér (Festetics György utca) végállomás | 12 | 7, 7A, 7, 20, 30, 33, 73, 73E, 78, 95 23, 24, 44, 67 73, 76, 78, 79, 80 Budapest-Keleti |
| 1  | Dologház utca                                 | 11 | 33 23, 24                                                                               |
| 2  | Salgótarjáni utca                             | 10 | 23, 24, 28, 37                                                                          |
| 3  | Orczy tér                                     | 9  | 9, 17, 33 23, 24, 28 83 Budapest-Józsefváros                                            |
| 4  | Kőbányai út 21.                               | 8  | 28                                                                                      |
| 5  | Kőbányai út 31.                               | 7  | 9 28                                                                                    |
| 6  | Könyves Kálmán körút                          | 6  | 9, 17 28 75, 75Atrr                                                                     |
| 7  | Északi járműjavító                            | 5  | 9 28                                                                                    |
| 8  | Egészségház                                   | 4  | 9 28                                                                                    |
| 9  | Mázsa utca                                    | 3  | 28                                                                                      |
| 10 | Liget tér                                     | 2  | 9, 17, 17, 32, 32, 51, 62, 62, 95, 117, 132, 185 13, 28 Kőbánya alsó                    |
| 11 | Martinovics tér                               | 1  | 95                                                                                      |
| 12 | Kápolna tér végállomás                        | 0  | 17, 95                                                                                  |